# Pallacanestro Forlì 2015
O Pallacanestro Forlì 2.015, também conhecido como Unieuro Forlì por razões de patrocinadores, é um clube de basquetebol baseado em Forlì, Itália que atualmente disputa a Série A2.  Manda seus jogos na Unieuro Arena com capacidade para 5.676 espectadores.

## Histórico de Temporadas
| Temporada | Nível | Liga     | Pos. | J     | PL  | Resultado                         |
| --------- | ----- | -------- | ---- | ----- | --- | --------------------------------- |
| 2015-16   | 3     | Serie B  | 2    | 24-6  | 9-4 | Promovidocampeão Grupo A          |
| 2016-17   | 2     | Serie A2 | 15   | 9-21  | 6-3 | Permaneceu por vencer os playouts |
| 2017-18   | 2     | Serie A2 | 12   | 12-18 |     |                                   |
| 2018-19   | 2     | Serie A2 | 6    | 16-14 | 2-3 | Quartas de finais                 |

fonte:eurobasket.com